# Cecil Day-Lewis

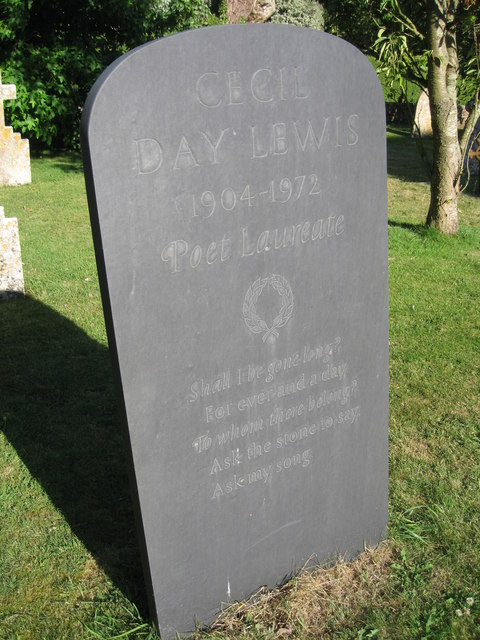
Cecil Day-Lewis gravsten.

Cecil Day-Lewis (eller Day Lewis), född 27 april 1904 i Ballintubbert, County Laois, död 22 maj 1972 i Barnet i London, var en irländsk-brittisk författare och poet. Han förkortade i regel sitt förnamn till endast en initial - C. Day-Lewis - eftersom han personligen hatade sitt förnamn. Han skrev även under pseudonymen Nicholas Blake.
Day-Lewis studerade vid Oxfords universitet och började sin karriär som lärare. Efter att han fått några av sina dikter publicerade i slutet av 1920-talet och början av 1930-talet blev han i stället författare på heltid. Under 1930-talet var han en av Storbritanniens ledande och mest uppmärksammade poeter tillsammans med W.H. Auden, Louis MacNiece och Stephen Spender. De fyra poeterna och deras verk gavs populärt den kollektiva benämningen Macspaunday i litterära kretsar.
1946 återvände Day-Lewis till sina akademiska rötter när han började föreläsa vid universitetet i Cambridge. 1951 utnämndes han till professor i poesi vid sitt eget gamla lärosäte, Oxfords universitet, där han var verksam som professor fram till 1956. 1968 utsågs han till Poet Laureate (ungefär "hovpoet") i Storbritannien.
Förutom sin officiella karriär som poet gav Day-Lewis även ut ett flertal deckare under pseudonymen Nicholas Blake. Han gav även ut en självbiografi, The Buried Day, 1960. Alla hans dikter gavs ut i samlad form först efter hans död av hans änka Jill Balcon i The Complete Poems of C. Day-Lewis, 1992.
Day-Lewis var gift två gånger och fick fem barn. En av hans söner från hans första äktenskap med Mary King är den engelske författaren och tv-kritikern Sean Day-Lewis (till vilken C. Day-Lewis skrev en av sina mest kända dikter, Walking Away: For Sean). I hans andra äktenskap med den engelska skådespelerskan Jill Balcon föddes skådespelaren Daniel Day-Lewis (till vilken Cecil Day-Lewis tillägnade dikten The Newborn 1957) och den engelska tv-kocken och matkritikern Tamasin Day-Lewis.
I oktober 2012 donerade Daniel Day-Lewis och Tamasin Day-Lewis faderns brev, skisser och andra papper till biblioteket vid Oxfords universitet.

## Pseudonymen Nicholas Blake
Nicholas Blake är en författarpseudonym under vilken Cecil Day-Lewis gav ut deckare och kriminalromaner. Den första boken under pseudonymen Nicholas Blake, Mord mellan lektionerna, utkom 1935 och följdes av ett tjugotal andra böcker ända fram till författarens död 1972.
I de flesta böckerna figurerar amatördetektiven Nigel Strangeways. Blakes böcker tillhör de s. k. akademiska deckarna, tillsammans med bl. a. Michael Innes' verk. De innehåller allusioner på klassiska verk, och karaktärerna rör sig ofta i akademiska eller intellektuella miljöer.